# Model M
Model M je druh počítačové klávesnice vyráběný společnostmi IBM, Lexmark a Unicomp. Výroba byla zahájena roku 1984. Existuje mnoho různých variant tohoto druhu klávesnice. Každá varianta má vlastní charakteristické rysy, velká většina pracuje se systémem buckling spring a má vyměnitelné klávesy. Modelu Ms si cenili zejména počítačoví fandové a také lidé, kteří byli zvyklí psát na psacím stroji. Upřednostňována byla zejména pro svoji dotekovou a sluchovou odezvu při stisknutí klávesy, která byla podobná jako na psacím stroji.
Model M je považovaný za klávesnici s extrémně dlouhou životností a odolností. Mnoho klávesnic, vyráběných od poloviny 80. let dvacátého století, se používá ještě dnes, zatímco stejně staré počítače a monitory jsou považovány za historické kusy. Společnost Unicomp, která nyní vlastní práva na design, stále tyto klávesnice prodává.

## Historie

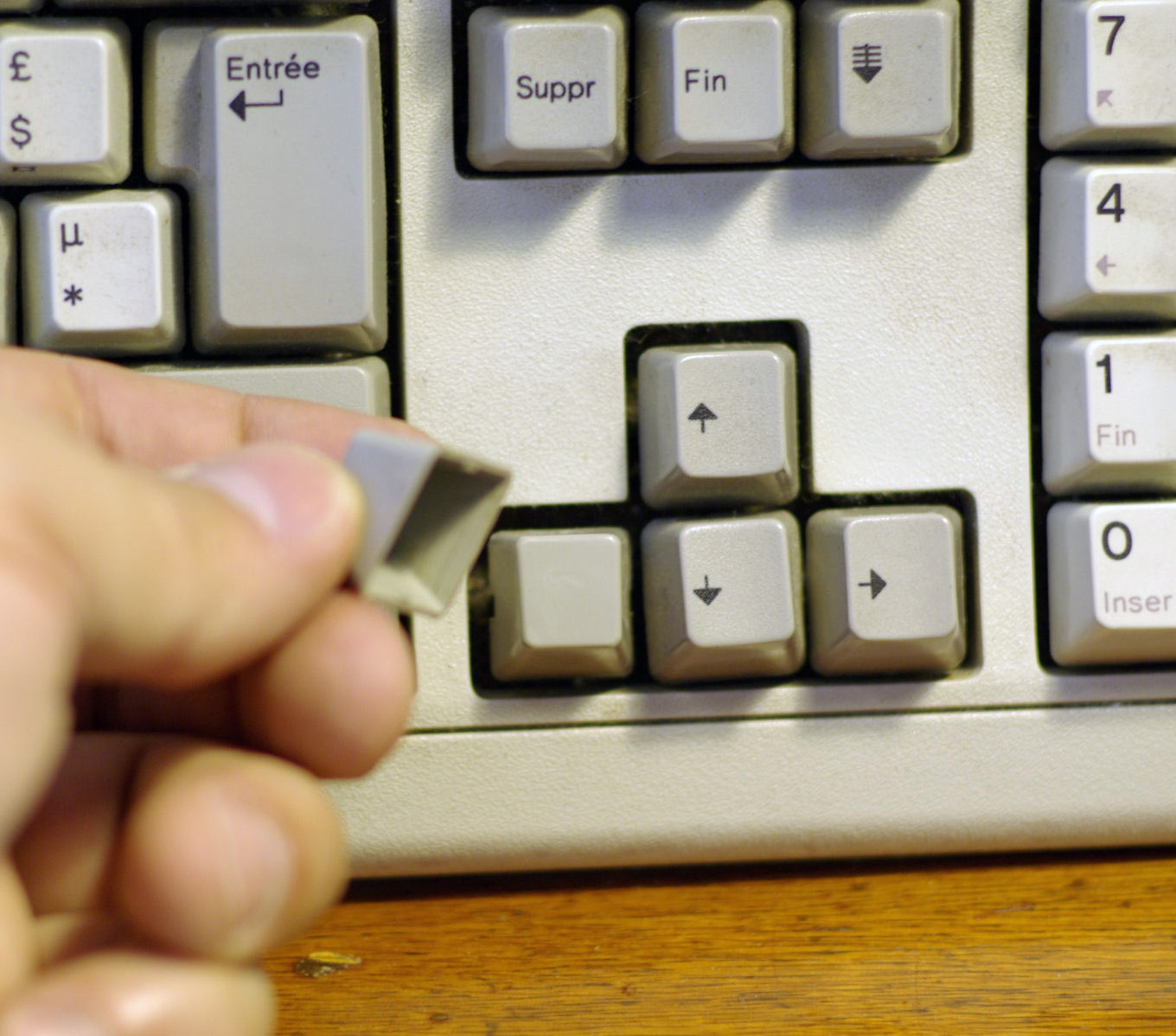
Klávesa (klobouček) u Francouzského Modelu M

Výroba originálního Modelu M začala v roce 1984. V 80. letech byly klávesnice často trvale připojené k novému počítači. Tyto klávesnice byly vyráběny pod značkou IBM, většina jich byla vyrobena v USA. Převážně byly označeny shodným výrobním číslem a to: 1391401. Do roku 1987 byly klávesnice vybaveny odpojitelným kabelem s DIN konektorem na straně počítače a proprietárním konektorem na straně klávesnice. Později při uvedení nové řady počítačů - IBM PS/2 byl DIN konektor nahrazen menším konektorem PS/2. Kabely byly dostupné v délce 5 a 10 stop.
V březnu 1991 ukončila IBM výrobu některých svých produktů. Výrobu klávesnic přenechala IBM společnosti Clayton & Dubilier, Inc., kterou poté koupila společnost Lexmark International, Inc. Výroba Modelu M probíhala pod značkou Lexmark a rozšířila se i do dalších zemí: USA, Mexika, Brazílie a Skotska. Největším odběratelem těchto klávesnic byla společnost IBM. Výrobní číslo většiny klávesnic bylo opět IBM, např. 52G9658, 83G2383, 42H1292, a další. V rámci snížení výrobních nákladů byla většina klávesnic Modelu M vyrobena v levnějším provedení než do té doby. Hlavními důvody byla konkurenceschopnost na trhu s klávesnicemi. Mezi změny patřil např. integrovaný kabel klávesnice a jednotná barva, tisknutá na jednotlivé klávesy.
V roce 1996, společnost Unicomp koupila od Lexmarku design Modelu M. Klávesnice, podobná té s výrobním číslem 42H1292 je stále v prodeji, její označení je 42H1292U. Unicomp nabízí různé konfigurace klávesnic. Např. aktualizované rozvržení kláves 104/105 nebo model uzpůsobený pro "Linux", kde jsou prohozeny klávesy Ctrl, Caps Lock, Esc a Tilda. Dále klávesnice s integrovaným Trackpointem, a další specifické modely, např. integrované čtečka magnetických karet. Ačkoli aktuální model klávesnice od Unicompu můžete pořídit okolo 50 USD. Původní vyráběné modely si drží vysokou hodnotu, zejména mezi sběrateli a počítačovými fandy. Není neobvyklé vidět tyto klávesnice za cenu vyšší než 150 USD za kus.
Model M má nespočet verzí, ale většina z těchto verzí je velmi vzácná. Někdy nastává problém, že tyto klávesnice nedokáží plně komunikovat s moderním počítačem. Pro počítače bez PS/2 portu by byl nutný USB adaptér. Model Ms potřebuje pro připojení AT konektor, popřípadě AT/USB adaptér. Některé PS/2 adaptéry nejsou dostatečné spolehlivé, protože Model M inklinuje k větší spotřebě elektrické energie, což některé adaptéry neumožní. Jako odpověď na tyto stížnosti přidal Unicomp do své nabídky USB modely.

## Design

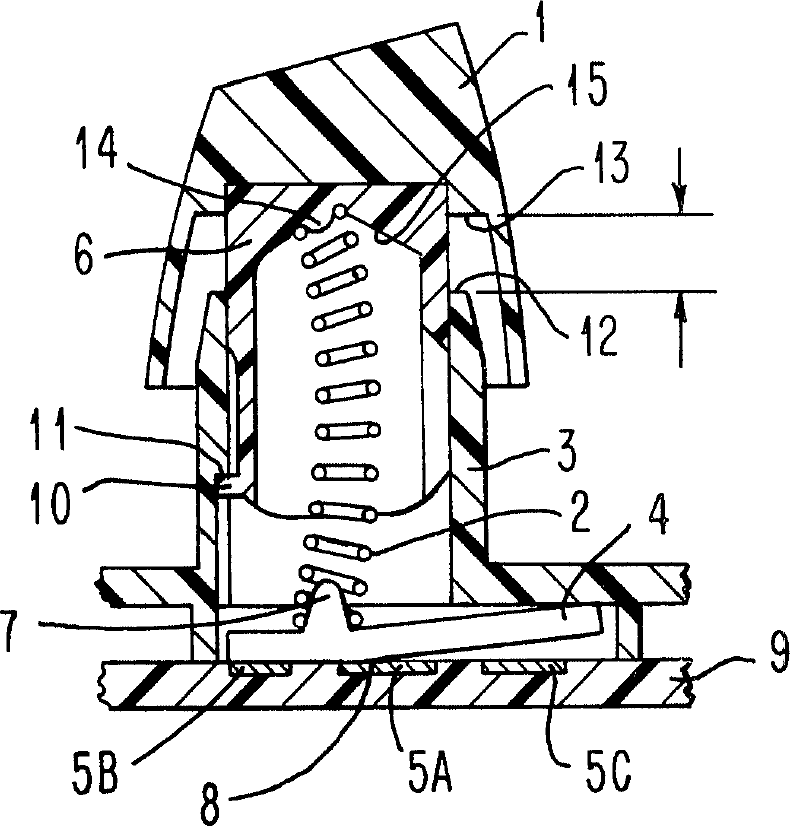
Obrázek z originálu patentu Modelu M, vydaný IBM roku 1978

Při zmínce o Modelu M lidé obvykle mluví o výrobním čísle 1391401, které bylo nejběžnější. Tento rozšířený model klávesnice obsahoval patentovaný buckling spring systém, vyměnitelné klávesy (kloboučky), robustní a odolný vzhled podobný modelu Ms. Tato klávesnice je chválena pro své kvalitní dílenské zpracování. Jedním důvodem může být to, že se vzhled klávesnice za posledních dvacet let takřka nezměnil, na rozdíl od designu všeho ostatního, co se počítačů týká. Robustní design (klávesnice má mimo jiné plechovou spodní část a kvalitní plastový rámeček) klávesnice dovoluje dokonce nejhorší možné zacházení, při kterém se klávesnice nepoškodí. Mezi různými verzemi této klávesnice najdeme pouze malé rozdíly, například mechanismus pro stisknutí klávesy zůstává stále stejný, což ji činí unikátním. Například model 1391472 nemá oddělenou numerickou část klávesnice, ale čísla jsou přiřazena na klávesy s jinými znaky, jako je tomu např. u notebookových klávesnic.
Dalším příkladem jsou modely ze série 1390120, které neměly LED diody signalizující stisknutý Caps Lock, Num Lock a Scroll Lock.
Většina fanoušků Modelu M si ho cení zvláště pro pocit při psaní a pro jeho zvuk. Ne jako běžné (ale levnější) mechanické klávesy s gumovou membránou, které se v dnešní době hojně používají. Systém buckling spring u Modelu M dává uživatelům zřetelnou dotykovou (zřetelný odpor při stisknutí klávesy) a zvukovou (charakteristické, hlasité "klapy-klap") odezvu při psaní. V tomto se Model M podobá klávesnicím používaných u řady Selectric typewriter od IBM. Navíc, Model M je méně náchylný k nečistotám a opotřebení, na rozdíl od mechanické klávesnice s gumovou membránou - u ní budou nečistoty znemožňovat práci. Design mechanismu buckling spring je takový, že žádná špína, která zapadne pod klávesu nemůže poškodit pružinu a tím znemožnit práci na klávesnici. Selhání mechanismu, kvůli nahromaděným nečistotám v prostoru pružinky pod klávesou, by nastalo pouze za velmi nepravděpodobných okolností.
Ačkoliv Model M má mnoho pozitiv, má samozřejmě i své nedostatky. Klávesnice je především těžká, není tedy tak dobře přenosná, jako moderní klávesnice. Stisknutí klávesy je velmi hlučné, v určitých situacích až nepřiměřeně (např. ve veřejné knihovně). Takovýto hluk by byl nepřijatelný. Konstrukce neumožňuje, aby tekutiny rozlité do klávesnice mohly odtéci. Tekutina by tedy zůstala v klávesnici, což by mohlo způsobit zkrat. Design u typů 42H1292, 1370477s (po roce 1993) a 1391401s, většinou vyrobeno společnostmi Lexmark a Unicomp, obsahuje odtokové kanálky k tomu, aby předešly případnému zkratu. Jakkoliv je toto uděláno, vždy je to na úkor celkové kvality klávesnice.

## Identifikace

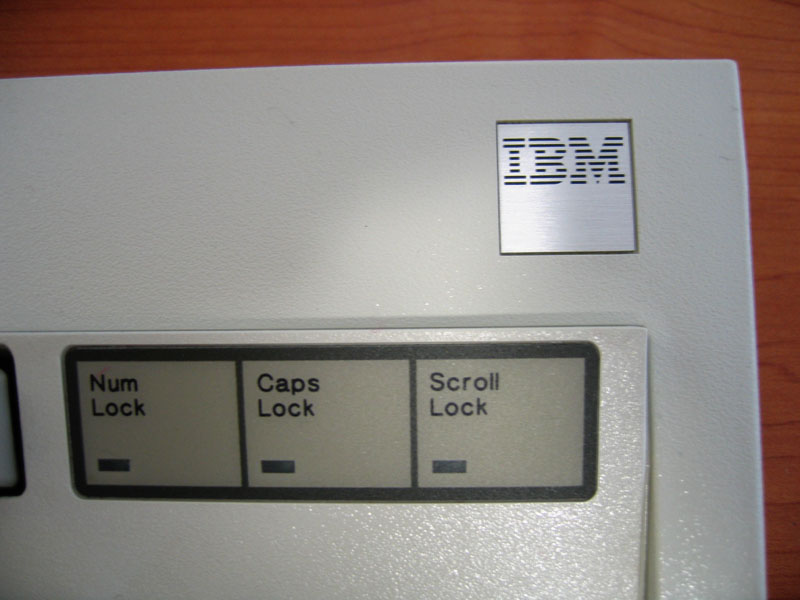
Znak IBM, hliníkový čtvereček na klávesnici typu 1390131 z roku 1986

Všechny klávesnice Modelu M byly vyrobeny buď společností IBM nebo společností Lexmark, mají na spodní straně klávesnice identifikační štítek. ID štítek ukazuje montážní číslo součástky, jednotlivé sériové číslo a datum, kdy byla klávesnice sestavena. Typ klávesnice je uveden na vrchní straně klávesnice. První modely Ms (čísla součástek 1390120 nebo 1390131) byly označeny malým hliníkovým čtverečkem s logem IBM. Tento čtvereček byl umístěn v pravém horním rohu klávesnice. Typy s číslem součástky 1391401 měly bílé, oválné logo IBM s šedým označením IBM. Toto logo bylo umístěno v levém horním rohu klávesnice. Na začátku 90. let měly klávesnice IBM (vyráběných společností Lexmark) podobný oválný znak jako typy 1391401, s tím rozdílem, že pozadí bylo šedé a písmo modré.